# Bán đảo Heracles
Bán đảo Heracles (tiếng Ukraina: Гераклійський півострів, tiếng Nga: Гераклейский полуостров) là mũi đất hình tam giác ở đông nam bán đảo Krym, nhô ra biển Đen. Bờ bắc của bán đảo giáp vịnh Sevastopol còn bờ đông giáp vịnh Balaklava. Bán đảo này còn có tên là Trachea hoặc Irakli.
Cái tên Heracles nhắc nhớ đến người anh hùng Heracles trong thần thoại Hy Lạp, tuy thế thực ra tên của bán đảo có nguồn gốc từ tên thành phố Heraclea Pontica của Hy Lạp cổ đại - nay là thành phố Karadeniz Ereğli của Thổ Nhĩ Kỳ. Ngày nay vẫn còn tìm thấy ở Sevastopol những phế tích của thành phố huyền thoại Chersonesus do các cư dân Hy Lạp cổ đại xây nên. Bán đảo Heracles khi ấy là vùng nông nghiệp của Chersonesus.
Địa hình bán đảo Heracles là một cao nguyên đá bị chia cắt bởi các khe sâu và dốc thoải tử núi Sapun về phía biển Đen. Hiện nay, hầu hết diện tích bán đảo đều đã bị đô thị hóa và thuộc phạm vi thành phố Sevastopol.